# Бергамотово масло
Бергамотово масло е етерично масло, получавано от външната обвивка на плода бергамот. Основният начин за неговото извличане е методът на студено пресоване. Химическият състав на маслото зависи от природните условия, при които се отглежда плодът. Най-известно и високо ценено е етеричното масло, произведено в Калабрия. Бергамотово масло има различни приложения, основно се използва в парфюмерия и ароматерапия.

## Описание
Бергамотово масло представлява прозрачна течност с цвят, вариращ от зелен, жълтеникаво-зелен до жълтеникаво-кафяв. Цветът избледнява със стареене на маслото, особено когато то е изложено на дневна светлина. Маслото има цитрусов аромат с флорални и леко горчиви нюанси. В парфюмерия бергамотово масло се класифицира като горна нота, неговият аромат е първият, който се усеща при нанасяне на парфюма. Във фармация маслото се използва като средство, което действа основно като: релаксиращо, успокояващо и анксиолитично; аналгетично и противовъзпалително; антимикробно.

### Химически състав
Бергамотово масло съдържа летливи и нелетливи фракции. Летливата фракция, която е 93 – 96% от общото количество, съдържа монотерпенови и сесквитерпенови въглеводороди като лимонен (40%) и кислородосъдържащи производни като линалол (8%) и линалил ацетат (28%). Въглеводородната компонента няма съществено значение за ароматните свойства на маслото, те се определят главно от кислородосъдържащите съединения. Съотношението линалол/линалил ацетат е един от показателите за качество на етеричното масло от бергамот. Съставът на летливата фракция силно зависи от почвените и климатични условия, генетика (сортове), производствените практики и други параметри.
Нелетливата фракция съдържа восъци, полиметоксилирани флавони, кумарини, псоралени (бергаптен (5-метоксипсорален), бергамотин (5-геранил-оксипсорален)). Тези съставки имат влияние върху аромата. Съединението бергаптен има фотосенсибилизиращи и меланогенни свойства. Това налага за някои приложения неговото съдържание да бъде силно редуцирано чрез допълнителна обработка на маслото.
| Бергамотово масло от Калабрия. Основни летливи съставки            | Бергамотово масло от Калабрия. Основни летливи съставки | Бергамотово масло от Калабрия. Основни летливи съставки | Бергамотово масло от Калабрия. Основни летливи съставки | Бергамотово масло от Калабрия. Основни летливи съставки |
| ------------------------------------------------------------------ | ------------------------------------------------------- | ------------------------------------------------------- | ------------------------------------------------------- | ------------------------------------------------------- |
| Съединение                                                         |                                                         |                                                         | %                                                       |                                                         |
| Лимонен                                                            | Лимонен                                                 |                                                         | 37.2%                                                   | 37.2%                                                   |
| Линалил ацетат                                                     | Линалил ацетат                                          |                                                         | 30.1%                                                   | 30.1%                                                   |
| Линалол                                                            | Линалол                                                 |                                                         | 8.8%                                                    | 8.8%                                                    |
| γ-терпинен                                                         | γ-терпинен                                              |                                                         | 6.8%                                                    | 6.8%                                                    |
| β-пинен                                                            | β-пинен                                                 |                                                         | 2.8                                                     | 2.8                                                     |
| други                                                              | други                                                   |                                                         | 14.3%                                                   | 14.3%                                                   |
| зелено: терпени; синьо: естери; оранжево: алкохоли; червено: други |                                                         |                                                         |                                                         |                                                         |

| Основни нелетливи съставки.                | Основни нелетливи съставки.    | Основни нелетливи съставки. | Основни нелетливи съставки. | Основни нелетливи съставки. |
| ------------------------------------------ | ------------------------------ | --------------------------- | --------------------------- | --------------------------- |
| Съединение                                 |                                |                             |                             | conc. g/L                   |
| Бегамотин                                  | Бегамотин                      |                             | 21.42                       | 21.42                       |
| Цитроптен                                  | Цитроптен                      |                             | 2.58                        | 2.58                        |
| Бергаптен                                  | Бергаптен                      |                             | 2.37                        | 2.37                        |
| 5-геранилокси-7-метоксикумарин             | 5-геранилокси-7-метоксикумарин |                             | 1.12                        | 1.12                        |
| оранжево: кумарини; зелено: фуранокумарини |                                |                             |                             |                             |

## История
В начало на XVI век бергамотът е известен само като декоративно растение, украсяващо градините на италианската аристокрация. През 1686 г. във Франция се появява етерично масло, получено от кората на плода бергамот, което скоро се превръща в ценна съставка на парфюми. Приблизително по същото време в град Кьолн се разработва тоалетна вода, която съдържа бергамотово масло. Продуктът се произвежда от 1709 г. и става известен под название „кьолнска вода“ („eau de cologne“). Етеричното масло от бергамот започва да се използва за различни козметични цели, което води до силно нарастване на неговото търсене. През 1750 г. близо до град Реджо ди Калабрия се появява първата известна бергамотова градина. По-късно отглеждането на бергамот се разширява из целия район на Месинския проток.
През 1780 г. Доменико Сестини (Domenico Sestini) описва процеса на извличането на бергамотово масло. Той се провежда често през нощта от опитни работници (sfumatori) и се осъществява чрез ръчно изстискване на кората на плода. За абсорбиране на течността се използва естествена гъба, поставена върху специални чаши (concoline).
През 1844 г. Никола Барила (Nicola Barillà) изобретява т.н. „калабрийска машина“ за извличане на бергамотово масло, с помощта на която се постига не само неговия голям и бърз добив, но и високо качество.
През 1908 г. земетресение разрушава град Реджо ди Калабрия и отглеждането на бергамот спира. По-късно то отново се разширява, като през 1960 г. плодовите градини заемат максималната площ от 4000 ha. Тази площ намалява към края на ХХ век поради две причини – строителен бум и разпространение на синтетични етерични масла.

## Производство

### Технология
Етеричното масло от бергамот се получава предимно чрез студено пресоване на външната обвивка (флаведо) на плода бергамот. Методът на дестилацията се използва като допълнителна обработка на студено пресования продукт, за да се промени химическият състав. Този процес цели намаляването на съдържанието на монотерпени, бергаптен и фурокумарини.

### Произвеждащи региони
В Калабрия плодовете бергамот се произвеждат в провинция Реджо ди Калабрия, на територия между между градовете Вила Сан Джовани и Джойоза Йоника. Бергамотовите градини се разполагат на тясна ивица земя с дължина около сто километра. Общата заемана от тях площ е около 1400 ha. Ефективното производство на плодовете бергамот тук се дължи на специфичния микроклимат, на алувиалните и глинести почви, богати на минерални соли, и на географското разположение. Този неголям район произвежда над 90% от пазара на бергамотово масло. За получаване на един килограм масло са необходими около 200 kg плодове. При добив от 250 kg/ha получаваната тук суровина осигурява производството на 100 000 kg бергамотово масло.
Бергамот отглежда се също в някои страни на Африка – Кот д'Ивоар, Мали, Камерун, Гвинея, на Южна Америка – Аржентина, Бразилия, а наскоро и в Китай. Химическият състав на маслото от реколтите в тези региони е много променлив, което намалява рентабилността на неговото производство. Сред тези страни само Кот д'Ивоар има съществен дял от 8 – 10% на пазара на етеричното масло от бергамот.

## Приложение
Етеричното масло от бергамот широко се използва в парфюмерийната индустрия. В хранително-вкусовата промишленост служи като ароматизиращ компонент в чайове, сладкарски изделия и безалкохолни напитки. Намира също приложение в козметичните продукти и във фармацевтичните средства. Използва се в ароматерапията.
При използването на продуктите, съдържащи бергамотово масло, необходимо да се отчита възможното вредно влияние на неговата съставка бергаптен. Присъствието му върху кожа води до нейната фотосенсибилизация и може да предизвиква фототоксични реакции. Пероралният прием на големи количества бергамотово масло може да предизвика неврологични прояви – мускулни крампи, фасцикулации, парестезии и замъглено зрение. Като цяло, профилът на безопасност на бергамотово масло все още не е напълно очертан. Най-важните неблагоприятни ефекти (фоточувствителност, неврологични симптоми) могат да бъдат избегнати чрез използване на бергамотово масло, несъдържащо псорален, както и чрез ограничаване на приема до кратки периоди. Международната асоциация за аромати (IFRA) препоръчва продуктите, нанасяни и оставяни върху кожата, да съдържат не повече от 0,4% бергамотово масло.

### Парфюмерия и козметика
Етеричното масло от бергамот се използва в парфюмерийната индустрия за фиксиране на ароматните букети и за комбиниране с други съставки. Неговият цитрусов аромат често се среща като горна нота в композициите на повечето ароматни семейства. В различни пропорции маслото се използва в голям брой съвременни парфюми, както женски, така и мъжки.
Бергамотово масло намира приложение при грижите за кожа и коса. Антисептичните свойства на маслото помагат при акне и намаляват риска от обриви. Маслото има балансиращ ефект, като намалява излишния себум при мазна кожа и предотвратява сухотата при суха кожа. То също така стимулира регенерацията на кожните клетки, което спомага за премахването на белези и петна. Противовъзпалителните съединения в състава на маслото допринасят за намаляване на зачервяването и възпалението на кожата. Високото съдържание на антиоксиданти предпазва кожата от увреждане от свободните радикали, което е водеща причина за нейното преждевременно стареене.
При локално приложение следва да се използва продуктът, при производство на който е бил прилаган методът на дестилация. Полученото по този начин бергамотово масло съдържа минимална концентрация на опасния за кожата бергаптен (фурокурамин). Безопасно е също нанасянето върху кожата на смеси с подходящо масло-носител, например с кокосово масло.

### Ароматерапия
Клиничните проучвания показват, че използването на етерично масло от бергамот или смеси с него в ароматерапията има позитивен ефект. Процедури с продължителност над 15 минути като цяло имат релаксиращ ефект и облекчават симптомите на физически и психологически стрес. Показано е също, че инхалации с добавяне на бергамотово масло действат положително върху пациенти с психични оплаквания. Използването на маслото спомага при лечение на депресия и тревожност. Предполага се, че неговото успокояващо въздействие се дължи на освобождаването в мозъка на допамин и серотонин, ключовите хормони, които регулират настроението на човека.